# Maître de Fossa
Maître de Fossa  (en italien : Maestro di Fossa) est un peintre italien et sculpteur un maître anonyme qui fut actif en Ombrie et dans les Abruzzes au XIVe siècle.

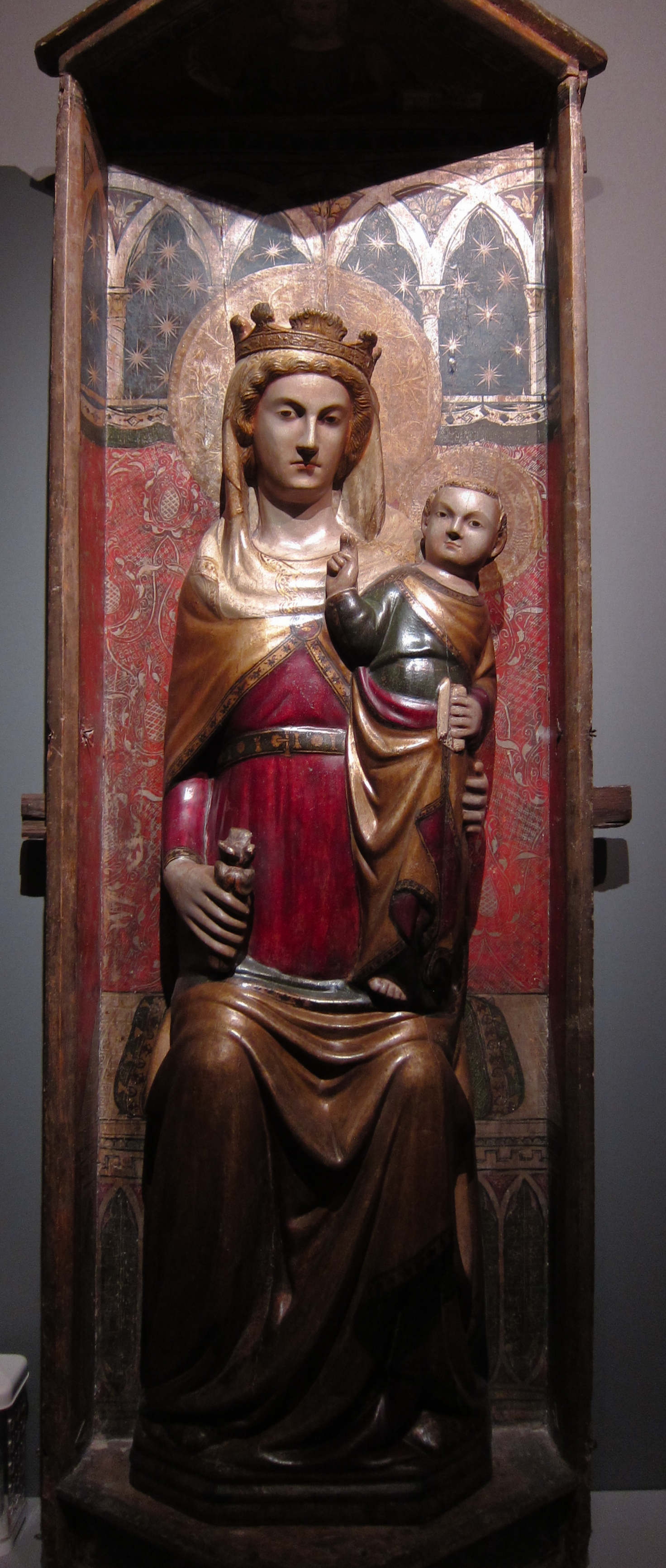
Vierge à l'Enfant de Fossa, Museo Nazionale d'Abruzzo

## Biographie
L'Historien d'art Filippo Todini définit cet artiste comme « chef d'école reconnu de la peinture à Spolète » et lui attribue la sculpture sur bois de la Vierge à l'Enfant provenant de l'église Santa Maria ad Cryptas de Fossa d'où son nom « maître de Fossa ».
Par similitudes stylistiques, d'autres œuvres lui sont attribuées.

## Œuvres
- Vierge à l'Enfant, bois sculpté et peint, provenant de l'église Santa Maria ad Cryptas de Fossa, Museo Nazionale d'Abruzzo,
- Presentazione al tempio, tempera sur bois, provenant de l'église Santa Maria ad Cryptas de Fossa, Museo Nazionale d'Abruzzo,
- Santa Giulitta e San Quirico, tempera sur bois, église San Michele,  Citta' Sant'Angelo, Pescara,
- San Bartolomeo, tempera sur bois, église San Michele,  Citta' Sant'Angelo, Pescara,
- Madonna con il Bambino, Crocifissione e Annunciazione, première moitié du XIVe siècle, provenant de l'église Santa Croce,raccolta d'arte di San Francesco, désormais exposé à la pinacothèque de Trevi[1],
- Saint Michel, fresque, église san Ponziano, Spolète
- La Passion du Christ, triptyque, provenant de l'église San Francesco, Montefalco, actuellement aux musées du Vatican,
- Allegoria Dellolfatto,
- Il Figliol Prodigo Tra Le Meretrici,
- Madonna del Latte, (v. 1400), église San Gregorio Maggiore, Spolète,
- La Croce di Posta, tempera sur fond or, provient de l'église San Francesco a Posta, Museo Civico, Rieti[2]